# Râul Belka
Râul Belka (în ucraineană Білка, transliterat: Bilka) este un afluent al râului Siretul Mare.